# Saint-Martial-Viveyrol
Saint-Martial-Viveyrol ist eine französische Gemeinde mit 184 Einwohnern (Stand 1. Januar 2022) im Département Dordogne in der Region Nouvelle-Aquitaine (vor 2016: Aquitanien). Sie gehört zum Arrondissement Périgueux und zum Kanton Ribérac.
Der Name in der okzitanischen Sprache lautet Sent Marçau de Vivairòus und leitet sich vom heiligen Martial von Limoges ab. Der Namensteil „Vivairòus“ bedeutet „Fischteich“, weist aber auch auf die Lage des Zentrums der Gemeinde in einem sumpfigen Landstrich hin.
Die Einwohner werden Saint Martialais Viveyrolis genannt.

## Geographie
Saint-Martial-Viveyrol liegt ca. 35 km nordwestlich von Périgueux im Gebiet Ribéracois der historischen Provinz Périgord am westlichen Rand des Départements.
Umgeben wird Saint-Martial-Viveyrol von den sieben Nachbargemeinden:
| Nanteuil-Auriac-de-Bourzac | La Chapelle-Grésignac                       | Cherval    |
|                            | Kompassrose, die auf Nachbargemeinden zeigt | Verteillac |
| Bouteilles-Saint-Sébastien | Lusignac Bertric-Burée                      |            |

Saint-Martial-Viveyrol liegt im Einzugsgebiet des Flusses Dordogne.
Die Cendronne und die Sauvanie, Nebenflüsse der Lizonne, durchqueren das Gebiet der Gemeinde.

## Einwohnerentwicklung
Nach Beginn der Aufzeichnungen stieg die Einwohnerzahl in der ersten Hälfte des 19. Jahrhunderts auf einen Höchststand von 870. In der Folgezeit setzte eine Phase des Bevölkerungsrückgangs ein, die bis heute anhält.
| Jahr      | 1962 | 1968 | 1975 | 1982 | 1990 | 1999 | 2006 | 2011 | 2022 |
| --------- | ---- | ---- | ---- | ---- | ---- | ---- | ---- | ---- | ---- |
| Einwohner | 339  | 318  | 264  | 271  | 267  | 345  | 230  | 205  | 184  |

## Gemeindepartnerschaft
Saint-Martial-Viveyrol unterhält über dem ehemaligen Kanton Verteillac seit 1988 eine Gemeindepartnerschaft mit Fontanetto Po in der italienischen Region Piemont.

## Sehenswürdigkeiten
- Pfarrkirche Saint-Martial aus dem 12. Jahrhundert, seit 1926 als Monument historique eingeschrieben
- Schloss Saint-Martial aus dem 15. Jahrhundert
- Schloss Saint-Gandillac aus dem 15. Jahrhundert
- Herrenhaus Fonpitou aus dem 18. Jahrhundert
- Herrenhaus Viveyrol aus dem 15. Jahrhundert
- Wassermühlen

## Wirtschaft und Infrastruktur
Saint-Martial-Viveyrol liegt in den Zonen AOC der Buttersorten Charentes-Poitou, Charentes und Deux-Sèvres sowie der Noix du Périgord, der Walnüsse des Périgord, und des Nussöls des Périgord.

### Verkehr
Saint-Martial-Viveyrol wird durchquert von den Routes départementales 1, 97 und 101.

## Persönlichkeiten
- Maurice de Gandillac, geboren am 14. Februar 1906 in Koléa, Algerien, gestorben am 20. April 2006 in Neuilly-sur-Seine, Département Hauts-de-Seine, war ein französischer Philosoph, dessen Familie aus der Gemeinde stammt. In den 1930er Jahren signierte er seine Artikel in der deutschsprachigen Wochenzeitschrift Sept mit „Martial Viveyrol“ als Zeichen der Würdigung.[8]